# Hydroporus lenkoranensis
Hydroporus lenkoranensis là một loài bọ cánh cứng trong họ Bọ nước. Loài này được Fery miêu tả khoa học năm 1999.